# Zeuxippus pallidus
Zeuxippus pallidus är en spindelart som beskrevs av Tord Tamerlan Teodor Thorell 1895. Zeuxippus pallidus ingår i släktet Zeuxippus och familjen hoppspindlar. Inga underarter finns listade i Catalogue of Life.